# Campus Telge

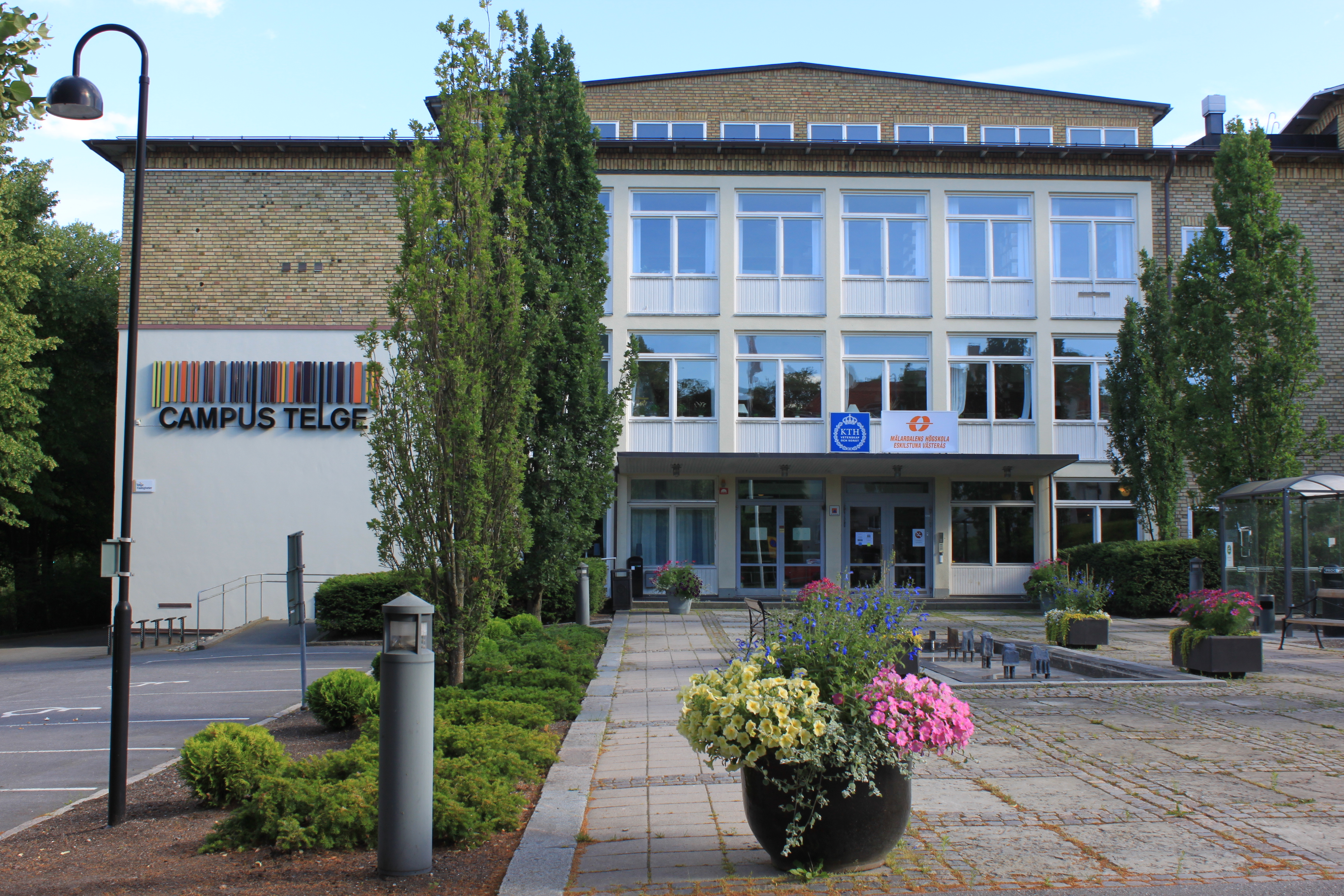
Campus Telges tidigare lokaler i Mariekälla

Campus Telge är ett lärcentrum i Södertälje i Södermanland och Stockholms län.
Under 1990-talet invigdes Campus Telge i Mariekälla i lokaler som tidigare disponerats av Mariekällskolan.
2015 flyttade Campus Telge till lokaler som tidigare inrymt Astras huvudkontor. Det finns såväl kurser som hela utbildningsprogram inom ett flertal områden, vilket innebär att studenter kan studera hela sin utbildning ända till examen. På campus bedrivs även utbildning inom ramen för Yrkeshögskolan.